# Saint-Georges-de-Rouelley
Saint-Georges-de-Rouelley ist eine französische Gemeinde mit 529 Einwohnern (Stand: 1. Januar 2022) im Département Manche in der Region Normandie. Die Gemeinde gehört zum Arrondissement Avranches und zum Kanton Le Mortainais. Die Einwohner werden Saint-Georgeois genannt.

## Geographie
Saint-Georges-de-Rouelley liegt etwa 50 Kilometer ostsüdöstlich des Stadtzentrums von Avranches. Die Gemeinde gehört zum Regionalen Naturpark Normandie-Maine. Umgeben wird Saint-Georges-de-Rouelley von den Nachbargemeinden Ger im Norden, Lonlay-l’Abbaye im Nordosten, Rouellé im Osten, Saint-Roch-sur-Égrenne im Südosten, Saint-Cyr-du-Bailleul im Süden und Südwesten sowie Barenton im Westen.

## Bevölkerungsentwicklung
| Jahr                       | 1962 | 1968 | 1975 | 1982 | 1990 | 1999 | 2006 | 2018 |
| Einwohner                  | 809  | 765  | 701  | 672  | 600  | 518  | 526  | 546  |
| Quellen: Cassini und INSEE |      |      |      |      |      |      |      |      |

## Sehenswürdigkeiten
- Kirche Saint-Georges

## Persönlichkeiten
- Hippolyte Simon (1944–2020), Erzbischof von Clermont